# Ulrica Momqvist
Halvars Ulrica Sofie Momqvist, född 6 januari 1974, är en svensk politiker (centerpartist). Hon är sedan mars 2022 kommunstyrelsens ordförande i Rättviks kommun  då hon efterträdde avgående kommunalråd. Efter valet 2022 behöll koalitionen mellan Centerpartiet, Moderaterna och Kristdemokraterna makten och Momqvist valdes för kommande mandatperioden åter till kommunstyrelsens ordförande.

## Biografi
Efter gymnasieexamen från Soltorgsskolan i Borlänges kemitekniska gren avlade Momqvist 1997 teknologie kandidatexamen i kemiteknik vid Högskolan Dalarna. År 1998 avlade Momqvist en magisterexamen i miljö- och hälsoskydd vid Stockholms universitet och 2023 avlades en filosofie magisterexamen med huvudområde Information Management vid Högskolan i Borås. 2010 utsågs Momqvist 2010 års Executive MBA-stipendiat av utbildning.se i samarbete med Affärsvärlden och IFL vid Handelshögskolan i Stockholm. Det medförde att Momqvist våren 2012 avlade en Master in Business Administration med inriktning finansiell ekonomi.
Under karriären har hon verkat vid Falu Energi och Vatten inom områdena miljö och kvalitet samt marknadskommunikation och verksamhetsutveckling. Mellan åren 2012-2022 var Momqvist kommunikationschef på Högskolan Dalarna. 2008-2009 tjänstgjorde Momqvist i utlandsstyrkan i Afghanistan.

### Politisk karriär
Momqvist är sedan mars 2022 kommunstyrelsens ordförande i Rättviks kommun  .
Den 6 april 2025 valdes Momqvist, av en enig distriksstämma, till distriktsordförande för Centerpartiet Dalarna.
I maj 2025 utsågs Momqvist av Centerpartiets partistyrelse till en av deltagarna i arbetsgruppen som fått i uppdrag att ta fram ny politik inför partistämman 2025 inom området företagande.